# Jeux des îles (IIGA)
Pour l’article homonyme, voir Jeux des îles.
Les Jeux des îles (en anglais : Island Games) sont une compétition multi-sports organisée par l'Association internationale des jeux des îles (IIGA) tous les deux ans depuis 1985.

## Membres

### Membres actuels
L'IIGA compte actuellement 24 membres, :
| - Îles Åland - Anglesey (Ynys Mon) - Aurigny - Bermudes - Îles Caïmans - Îles Féroé - Frøya - Gibraltar | - Gotland - Gozo (depuis 2022) - Groenland - Guernesey - Hébrides occidentales - Hitra - Jersey - Îles Malouines | - Île de Man - Minorque - Orcades - Saaremaa - Île Sainte-Hélène - Sercq - Shetland - Île de Wight |

Gibraltar est le seul membre qui n'est pas une île.

### Anciens membres
- Île-du-Prince-Édouard
- Rhodes

## Organisateurs

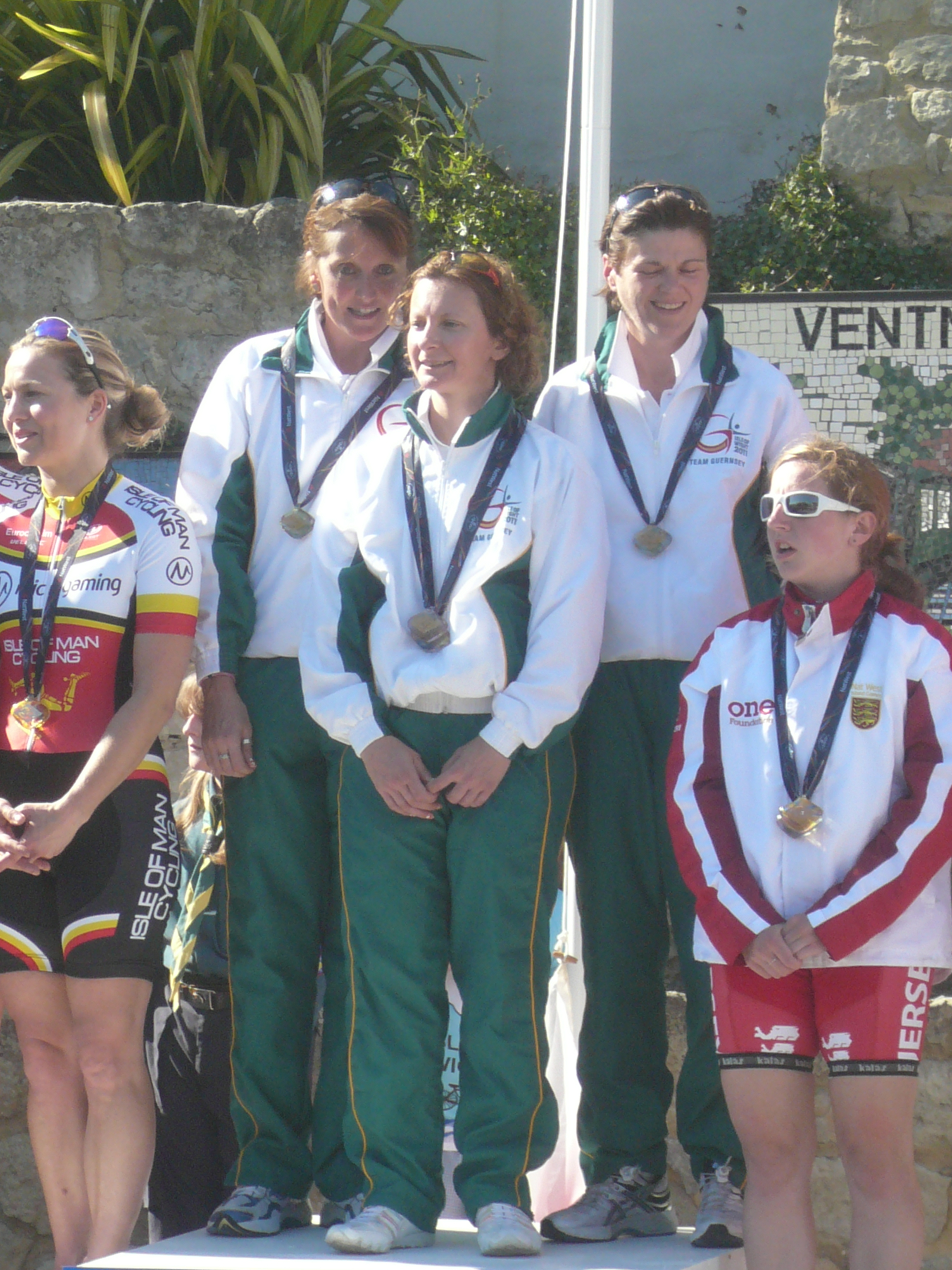
L'équipe féminine de cyclisme de Guernesey sur le podium après sa médaille d'or aux Jeux des Îles 2011.

| Année | Édition                    | Île hôte                   | Nombre de nations          | Nombre de sports           |                            |
| ----- | -------------------------- | -------------------------- | -------------------------- | -------------------------- | -------------------------- |
| 1985  | I                          | Isle of Man                | 15                         | 7                          |                            |
| 1987  | II                         | Guernesey                  | 18                         | 9                          |                            |
| 1989  | III                        | Îles Féroé                 | 15                         | 11                         |                            |
| 1991  | IV                         | Åland                      | 17                         | 13                         |                            |
| 1993  | V                          | Île de Wight               | 19                         | 14                         |                            |
| 1995  | VI                         | Gibraltar                  | 18                         | 13                         |                            |
| 1997  | VII                        | Jersey                     | 20                         | 13                         |                            |
| 1999  | VIII                       | Gotland                    | 22                         | 14                         |                            |
| 2001  | IX                         | Île de Man                 | 22                         | 15                         |                            |
| 2003  | X                          | Guernesey                  | 23                         | 15                         |                            |
| 2005  | XI                         | Shetland                   | 24                         | 14                         |                            |
| 2007  | XII                        | Rhodes                     | 25                         | 14                         |                            |
| 2009  | XIII                       | Åland                      | 24                         | 14                         |                            |
| 2011  | XIV                        | Île de Wight               | 24                         | 14                         |                            |
| 2013  | XV                         | Bermudes                   | 22                         | 14                         |                            |
| 2015  | XVI                        | Jersey                     | 24                         | 14                         |                            |
| 2017  | XVII                       | Gotland                    | 23                         | 14                         |                            |
| 2019  | XVIII                      | Gibraltar                  | 22                         | 14                         |                            |
| 2021  | Annulé pour cause de COVID | Annulé pour cause de COVID | Annulé pour cause de COVID | Annulé pour cause de COVID | Annulé pour cause de COVID |
| 2023  | XIX                        | Guernesey                  | 24                         | 14                         |                            |
| 2025  | XX                         | Orcades                    |                            | 13                         |                            |
| 2027  | XXI                        | Îles Féroé                 |                            |                            |                            |
| 2029  | XXII                       |                            |                            | 14                         |                            |

## Sports
Les îles organisatrices choisissent entre 12 et 14 sports différents parmi la liste suivante :
| - Athlétisme (Résultats) - Badminton (Résultats) - Basket-ball (Résultats) - Bowling (Résultats) - Cyclisme (Résultats) - Football (Résultats) | - Golf (Résultats) - Gymnastique (Résultats) - Judo (Résultats) - Natation (Résultats) - Squash (Résultats) - Tennis (Résultats) | - Tennis de table (Résultats) - Tir (Résultats) - Tir à l'arc (Résultats) - Triathlon (Résultats) - Voile (Résultats) - Volley-ball (Résultats) |